# 花蓮爵床
花蓮爵床（学名：Justicia quadrifaria）为爵床科尖尾鳳屬下的一个种。